# Condado de Meigs (Ohio)
El condado de Meigs (en inglés: Meigs County), fundado en 1819, es uno de 92 condados del estado estadounidense de Ohio. En el año 2000, el condado tenía una población de 23,072 habitantes y una densidad poblacional de 21 personas por km². La sede del condado es Pomeroy. El condado recibe su nombre en honor a Return J. Meigs.

## Geografía
Según la Oficina del Censo, el condado tiene un área total de 1,120 km², de la cual 1,112 km² es tierra y 8 km² (0.68%) es agua.

### Condados adyacentes
- Condado de Athens (norte)
- Condado de Wood, Virginia Occidental (noreste)
- Condado de Jackson, Virginia Occidental (este)
- Condado de Mason, Virginia Occidental (sureste)
- Condado de Gallia (suroeste)
- Condado de Vinton (oeste)

## Demografía
Según la Oficina del Censo en 2000, los ingresos medios por hogar en el condado eran de $27,287, y los ingresos medios por familia eran $33,071. Los hombres tenían unos ingresos medios de $30,821 frente a los $19,621 para las mujeres. La renta per cápita para el condado era de $13,848. Alrededor del 19.80% de la población estaban por debajo del umbral de pobreza.

## Municipalidades

### Villas
| - Middleport - Pomeroy - Racine | - Rutland - Syracuse |

### Áreas no incorporadas
| - Chester - Darwin - Langsville - Long Bottom | - Portland - Reedsville - Tuppers Plains |

### Municipios
El condado de Meigs está dividido en 12 municipios:
| - Bedford - Chester - Columbia - Lebanon | - Letart - Olive - Orange - Rutland | - Salem - Salisbury - Scipio - Sutton |